# Ceresco (Nebraska)
Ceresco es una villa ubicada en el condado de Saunders en el estado estadounidense de Nebraska. En el Censo de 2010 tenía una población de 889 habitantes y una densidad poblacional de 809,54 personas por km².

## Geografía
Ceresco se encuentra ubicada en las coordenadas 41°3′28″N 96°38′45″O / 41.05778, -96.64583. Según la Oficina del Censo de los Estados Unidos, Ceresco tiene una superficie total de 1.1 km², de la cual 1.1 km² corresponden a tierra firme y (0.24%) 0 km² es agua.

## Demografía
Según el censo de 2010, había 889 personas residiendo en Ceresco. La densidad de población era de 809,54 hab./km². De los 889 habitantes, Ceresco estaba compuesto por el 98.65% blancos, el 0.11% eran afroamericanos, el 0.11% eran amerindios, el 0% eran asiáticos, el 0% eran isleños del Pacífico, el 0.34% eran de otras razas y el 0.79% pertenecían a dos o más razas. Del total de la población el 0.67% eran hispanos o latinos de cualquier raza.